# Tilbury
Tilbury – miasto portowe w Wielkiej Brytanii, w Anglii, w hrabstwie Essex, w dystrykcie (unitary authority) Thurrock. W 2001 roku miasto liczyło 11 462 mieszkańców.
W tym mieście ma swą siedzibę klub piłkarski – Tilbury FC.